# Ремісник

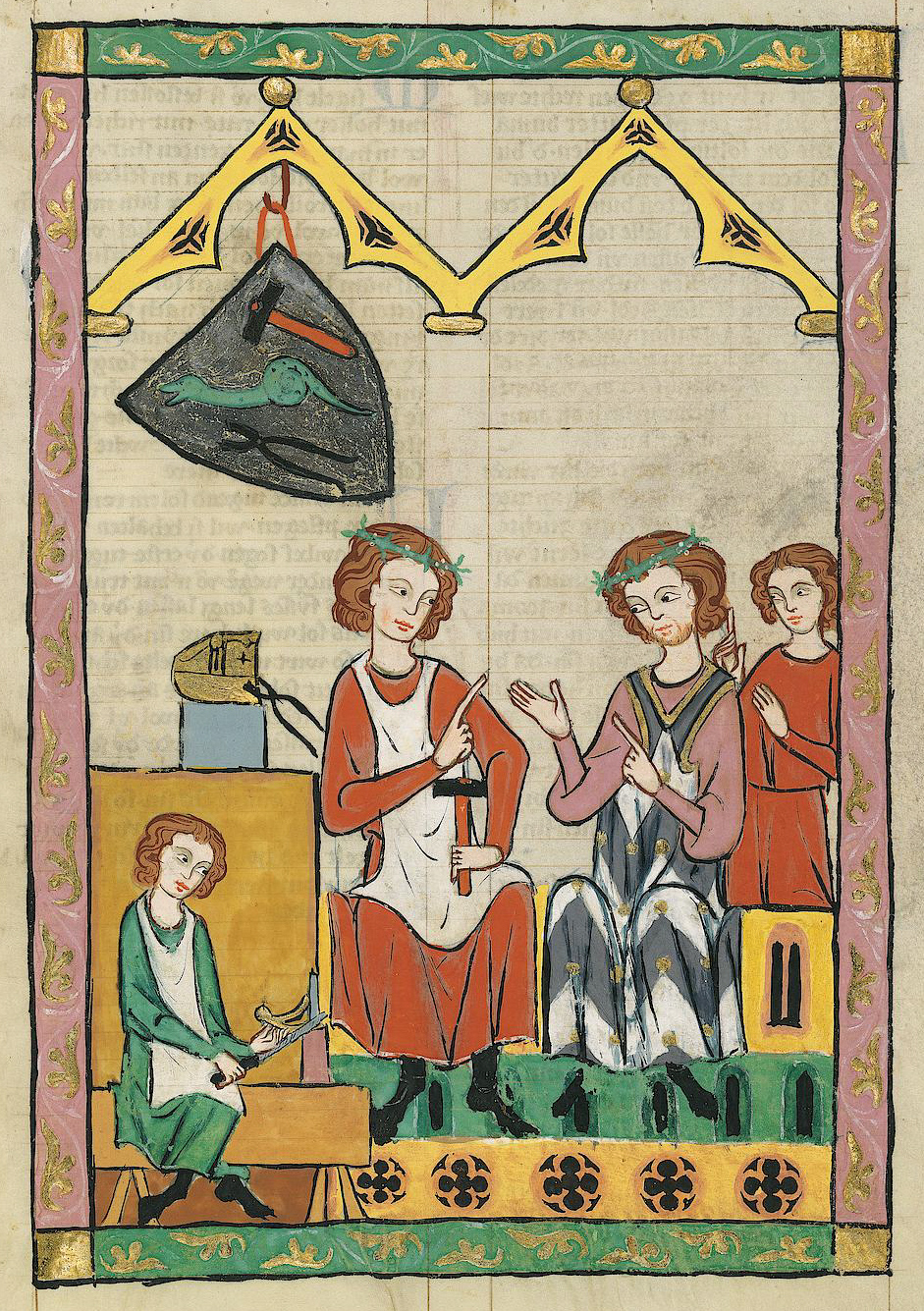
Німецькі ковалі з «Манесського кодексу» 1-ї половини 14 століття.

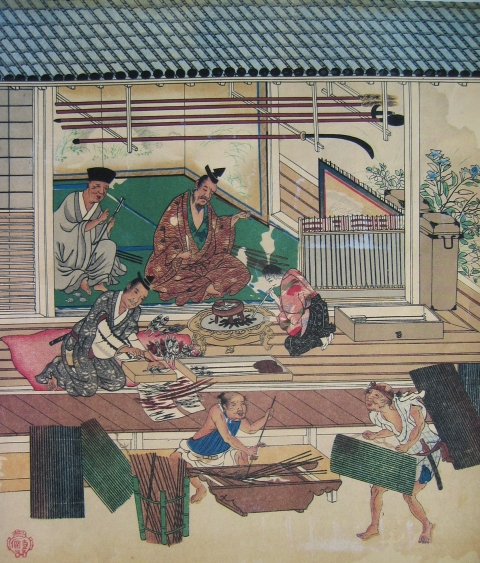
Японські стрільники з «Ширми всіх ремісників» 16 століття.

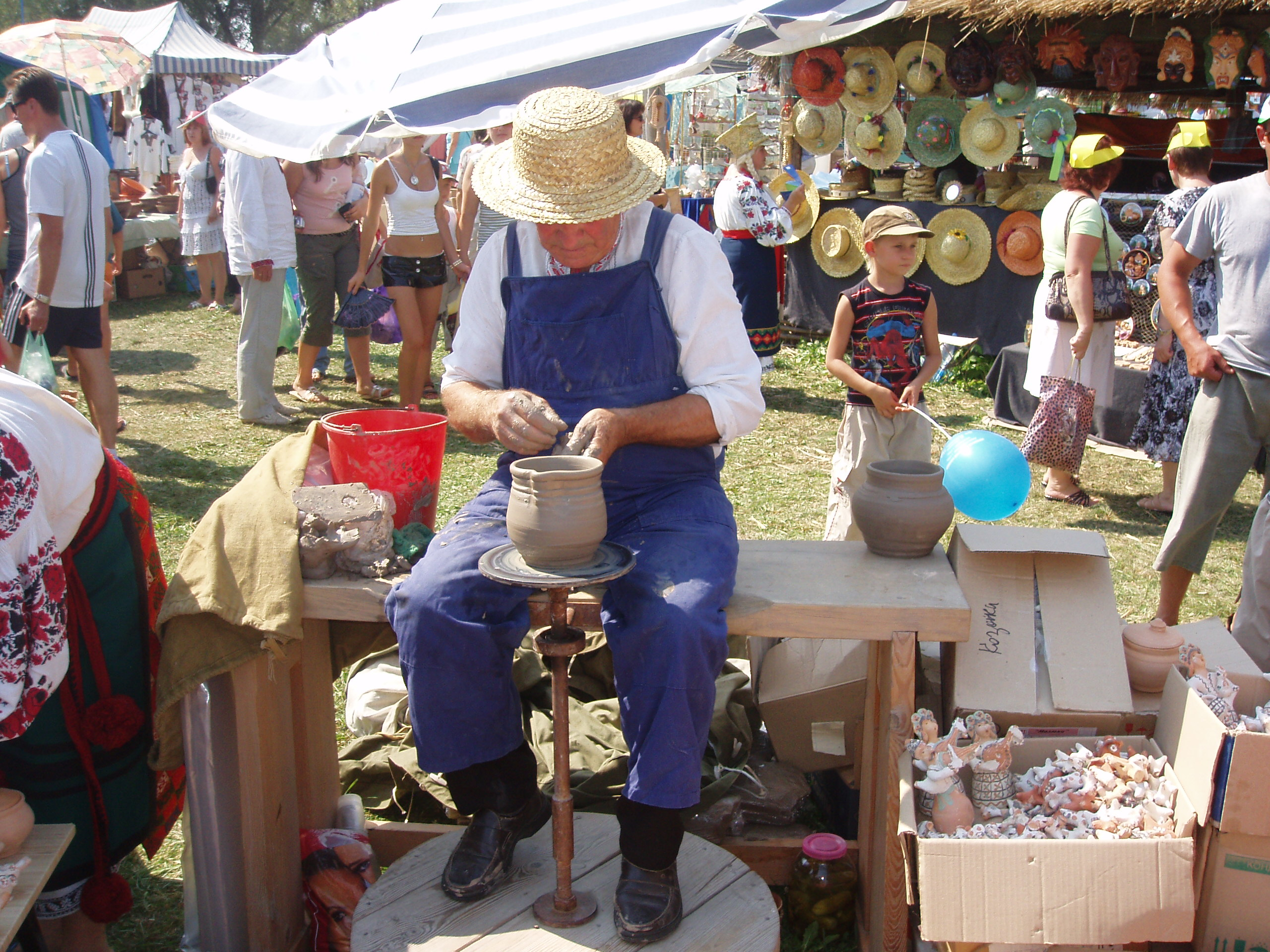
Український гончар з Сорочинського ярмарку 21 століття

Ремісни́к — людина, яка володіє певним ремеслом і виготовляє вироби ручним способом, користуючись власними засобами виробництва, але на відміну від доморобника працює здебільшого на замовлення й при цьому значно залежніша від працедавця.
У переносному значенні, ремісник — це той, хто працює шаблонно, одноманітно, без творчої ініціативи, натхнення, на протилежність митцеві. Утім, подібне протиставлення є сьогочасним, оскільки в давнину ремесло та мистецтво не протиставлялися.
У Середньовіччі ремісники становили основу міської людності. Більшість з них були членами [[цехІВ.

## За професією

### А
- аптекар — ремісник що виготовляє ліки.

### Б
- бляхар — ремісник що виготовляє різні бляшані вироби або покриває бляхою дахи.
- богомаз — ремісник, що малював ікони, іконописець.
- бондар — ремісник, що виробляє бочки, діжки, бодні, дерев'яні відра.
- брагар — ремісник, що виробляє брагу.
- бриляр — ремісник, що виробляє брилі.
- бровар, броварник — ремісник, що виготовляє пиво на броварні.
- бурштиняр — ремісник, що виготовляє вироби з бурштину.

### В
- винокур, винник — ремісник, що виготовляє горілку і спирт.

### Г
- гарбар — теж саме, що кушнір.
- годинникар — ремісник, що виготовляє і ремонтує годинники.
- голкар — ремісник, що виготовляє голки.
- гончар — ремісник, що виготовляє посуд та інші вироби з глини.
- гравер — ремісник, що створює гравюри.
- гречаник -
- гутник — ремісник, що виготовляє скляні вироби.

### Ґ
- ґонтар — ремісник, що виготовляє ґонти (дранки, клиноподібні дощечки з пазами, які використовуються для виготовлення покрівлі), або просто майстер з виготовлення покрівлі.
- ґуральник — теж саме, що винокур.

### Д
- дзеркальник — ремісник, що виготовляє дзеркала.
- друкар — ремісник що займається друкарською справою, поліграфічним виробництвом.

### З
- зброяр — ремісник, що виготовляє зброю.
- золотар — ремісник, що виготовляє різні вироби з золота або покриває вироби золотом; теж саме, що ювелір.

### І
- іконописець — ремісник, що малює ікони та святі образи.
- інтролігатор — теж саме, що палітурник.

### К
- казаняр — ремісник, що робить казани або лагодить їх; котляр.
- калачник -
- калитник — ремісник, що виготовляє сумки, гаманці та іншу дрібну галантерею.
- каменяр — робітник, що видобуває каміння в кар'єрі; каменолом.
- килимар — ремісник, що виробляє килими.
- капелюшник — ремісник, що робить капелюхи; теж саме, що шапкар.
- кодільник — ремісник, який виготовляє канати.
- коваль — ремісник, що куванням обробляє метал, виготовляє металеві предмети.
- кожум'яка — ремісник, що виробляє сирицю.
- колісник, стельмах — ремісник, що виробляв колеса.
- сажотрус, коминар, коминяр — перевіряє та чистить димоходи.
- кондитер — ремісник, що виготовляє кондитерські вироби.
- конопатчик - ремісник, робота якого пов'язана з будівництвом суден.
- котляр — ремісник, що робить казани або лагодить їх; казаняр.
- коцар — ремісник, який виготовляє коци (килими).
- кошикар — ремісник, що плете кошики.
- кравець — ремісник, що шиє одяг.
- крупник -
- кулінар — теж саме, що кухар.
- кухар, куховар — ремісник, що займається приготуванням їжі для особливих випадків.
- кушнір — ремісник, що вичиняє хутро зі шкури та шиє хутряні вироби.

### Л
- лакерник, лакувальник — ремісник, що займається лакуванням, покриттям виробів лаком.
- ливар, ливарник — ремісник, що відливає металеві вироби.
- лимар — ремісник, що виготовляє ремінну та кінську збрую.
- ложечник, ложкар — ремісник, що виготовляє дерев'яні ложки.
- лудильник — ремісник, що замається лудінням, нанесенням олив'яного покриття на поверхню виробів з металу; теж саме, що мідник.
- лучник — ремісник, що виготовляє луки.

### М
- маляр — малює вивіски, займається фарбуванням будов, стін приміщень.
- мебляр — ремісник, що виготовляє меблі.
- мельник, мірошник, млинар — особа, що перемелює зерна на борошно на млині, виготовляє борошно.
- мечник — ремісник, що виготовляє мечі.
- медівник -
- мідник — ремісник, що виготовляє чи ремонтує мідний посуд або інші мідні вироби.
- мнець, кожум'яка — обробляє шкіру.
- мосяжник — обробляє мідь і її сплави.
- мотузар — виготовляє мотузки.
- муляр — займається муруванням, зведенням споруд з каміння чи цегли.

### О
- оптик — ремісник, що виготовляє оптичні лінзи, прилади.

### П
- палітурник — ремісник, що оправляє книги в палітурки.
- пекар — ремісник, що випікає хлібні вироби.
- передовник - ремісник, робота якого пов'язана з будівництвом суден.
- перукар — ремісник, що виробляє перуки, підстригає, фарбує волосся, робить зачіску, а також голить чоловіків.
- пивовар — теж саме, що броварник.
- постригач — теж саме, що перукар.
- поясник — ремісник, що виготовляє пояси.
- пушкар - ремісник, який працює з обробкою металу.

### Р
- решета́р — виготовляв решета.
- римар —  лимар.
- різник — розрізує і продає м'ясо.
- різьбар — займається різьбленням.
- рукавичник — виготовляє рукавиці, рукавички.
- рушникар, рушничник — виготовляє і ремонтує рушниці.

### С
- сажотрус — особа, що очищає від сажі димарі, димоходи.
- сальник -
- сап'яник — ремісник, що шиє і ремонтує чоботи з сап'яну.
- ситар, ситник — ремісник, що виготовляв сита.
- сідляр, сідельник — ремісник, що виготовляє сідла.
- скляр — ремісник, що склить вікна, вставляє скло у вікна.
- скульптор — ремісник, що працює в царині скульптури.
- слюсар — ремісник, що обробляє метали ручним або механічним інструментом, складає, регулює, ремонтує машини та механізми.
- солевар — ремісник, що займається виварюванням солі з води.
- солодовник -
- списник — ремісник, що виробляє списи.
- срібляр, ювелір — ремісник, що виготовляє різні вироби з срібла або покриває вироби сріблом.
- столяр — ремісник, що займається обробкою дерева, тоншою, ніж теслярська, і виготовленням виробів із нього.
- стельмах — ремісник, що виробляє колеса, вози, возороб, каретник; а також інша назва тесляра.
- стригаль, стрижій — ремісник, що займався стриженням овець.
- стрільник — ремісник, що виробляє стріли.

### Т
- тартачник — особа, що працює на тартаку, лісопильні.
- тандетник, тендетник — особа, що скуповує старі речі та одяг для того, щоб відремонтувати та лагодити, а потім перепродати
- тесляр, тесля, стельмах — ремісник, що займається грубою обробкою деревини, спорудженням дерев'яних будов, виготовленням простих дерев'яних меблів.
- тинькар — теж саме, що штукатур.
- ткач — ремісник, що виготовляє тканини на ткацькому верстаті.
- токар — ремісник, що займається обробкою металу, дерева та інших матеріалів способом обточування на токарному верстаті.
- трунар — ремісник, що виготовляє труни.

### У
- угнар — кушнір.

### Ф
- фарбувальник — займається фарбуванням тканин, будинків.
- фармацевт —  аптекар.

### Ц
- цегляр — ремісник, що виробляє цеглу.
- цінник -
- цукерник — ремісник, що виготовляє цукерки; теж саме що кондитер.

### Ч
- чинбар — ремісник, що чинить і обробляє шкіри; теж саме, що шкіряник.
- чоботар — ремісник, що шиє і ремонтує чоботи та інші види взуття; теж саме що швець.

### Ш
- шабельник — ремісник, що виготовляє і ремонтує шаблі.
- шапкар — ремісник, що шиє шапки та інші головні убори.
- шаповал — ремісник, що валяє повсть, виготовляє повстяні шапки.
- швець — ремісник, що шиє і лагодить взуття.
- шифтер — ремісник, що виготовляє приклади для ручної стрільби.
- шкіряник — ремісник, що займається виготовленням шкіри.
- штукатур — ремісник, що займається штукатуренням чого-небудь.

### Щ
- щитник — ремісник, що виготовляє щити.

### Ю
- ювелір — ремісник, що виготовляє художні вироби і прикраси з коштовних металів і самоцвітів.
- юхтинник — ремісник, що шиє і ремонтує чоботи з юхтину.